# Suillus
Suillus Gray (maślak) – rodzaj grzybów należący do rodziny maślakowatych (Suillaceae).

## Charakterystyka
Naziemne grzyby mykoryzowe, występujące wyłącznie pod drzewami iglastymi. Wytwarzają owocniki z kapeluszami o przeważnie lepkiej powierzchni i rurkowatym hymenoforze, a rurki są łatwo oddzielające się od miąższu. Trzony wysmukłe, z pierścieniem lub widoczną śluzowatą strefą pierścieniową. Zarodniki maślaków są gładkie, mają pokrój eliptyczny lub wrzecionowaty i są pozbawione pory rostkowej. Wysyp zarodników jest barwy ochrowej lub oliwkowobrązowej.
Wszystkie gatunki maślaków są jadalne, jednak przez niektórych ludzi są źle tolerowane, ciężkostrawne.

## Systematyka i nazewnictwo
Pozycja w klasyfikacji według Index Fungorum: Suillaceae, Boletales, Agaricomycetidae, Agaricomycetes, Agaricomycotina, Basidiomycota, Fungi. We wcześniejszych klasyfikacjach rodzaj ten zaliczany był do rodziny borowikowatych (Boletaceae).
Synonimy: Boletinus Kalchbr.,
Boletopsis Henn., in Engler & Prantl,
Boletus sect. Viscipellis Fr.,
Cricunopus P. Karst.,
Euryporus Quél.,
Fuscoboletinus Pomerl. & A.H. Sm.,
Gastrosuillus Thiers,
Gymnopus (Quél.) Quél. ex Moug. & Ferry,
Ixocomus Quél.,
Mariaella Šutara,
Peplopus (Quél.) Quél. ex Moug. & Ferry,
Pinuzza Gray,
Rostkovites P. Karst.,
Solenia Hill ex Kuntze,
Viscipellis (Fr.) Quél.,
Viscipellis subgen. Gymnopus Quél.,
Viscipellis subgen. Peplopus Quél.
Polską nazwę nadał Józef Jundziłł w 1830 r.
Gatunki występujące w Polsce

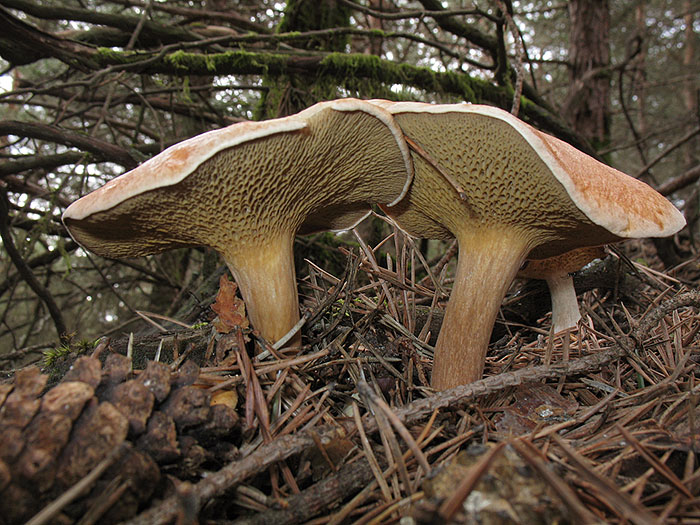
Maślak sitarz
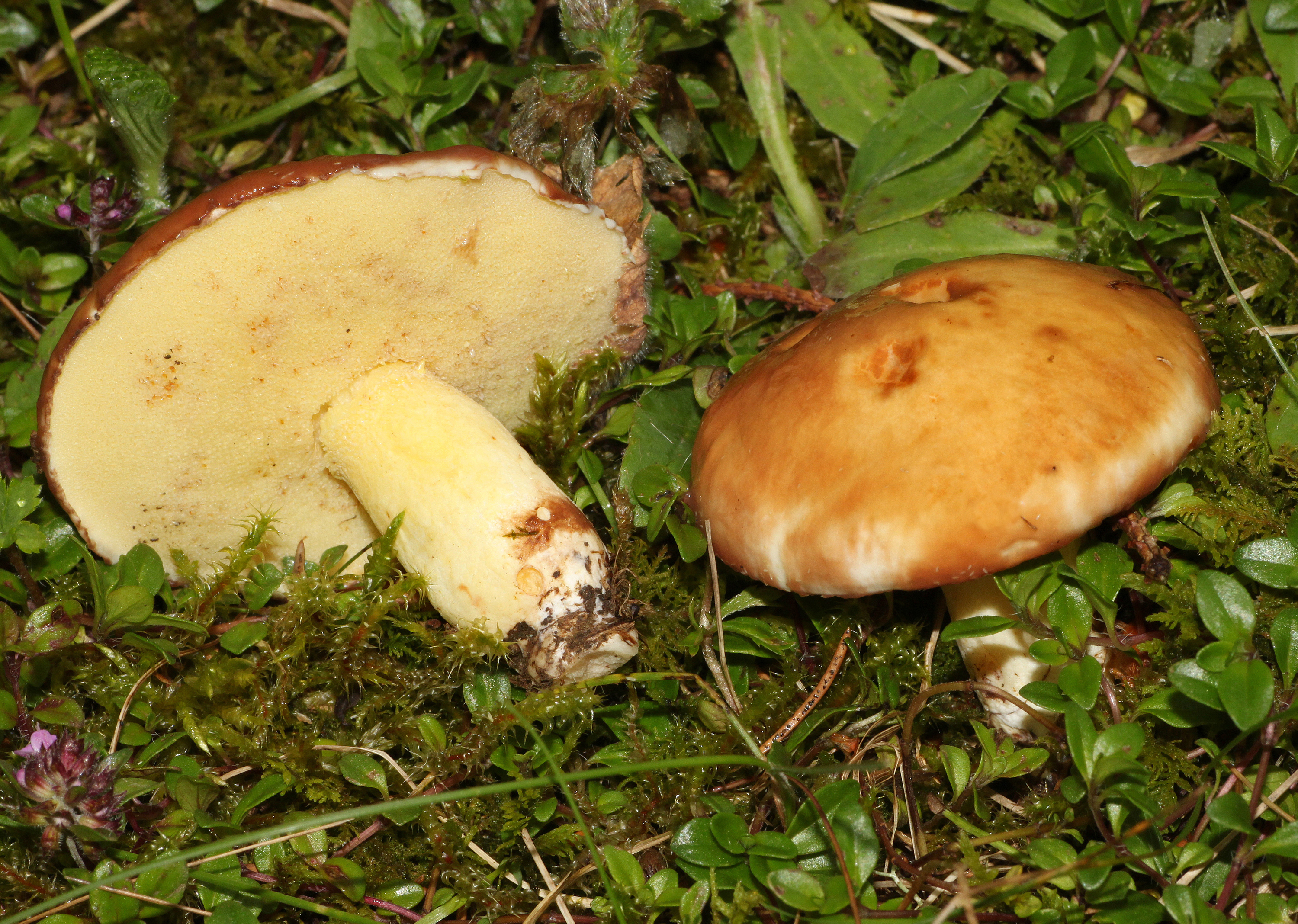
Maślak ziarnisty
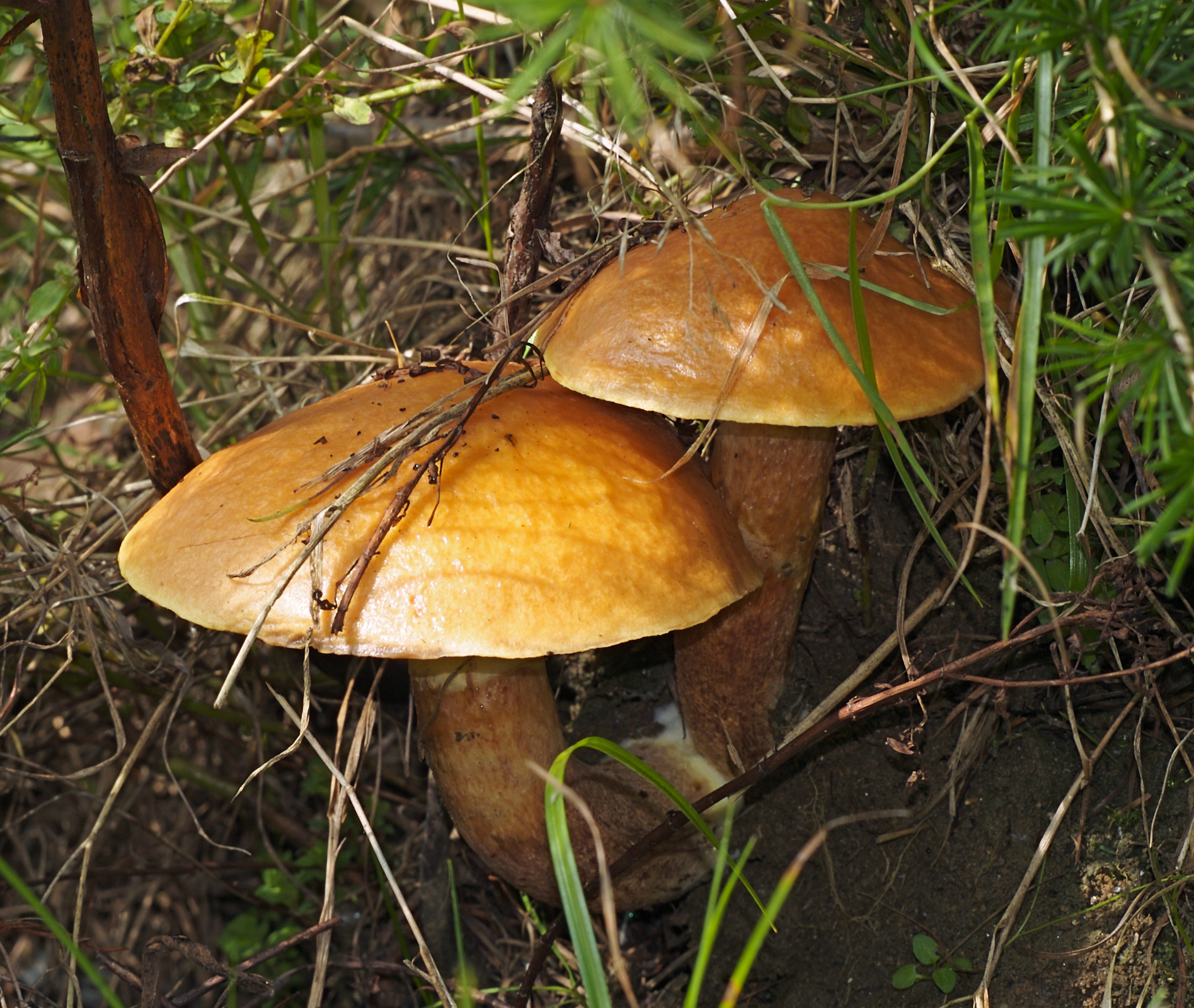
Maślak żółty
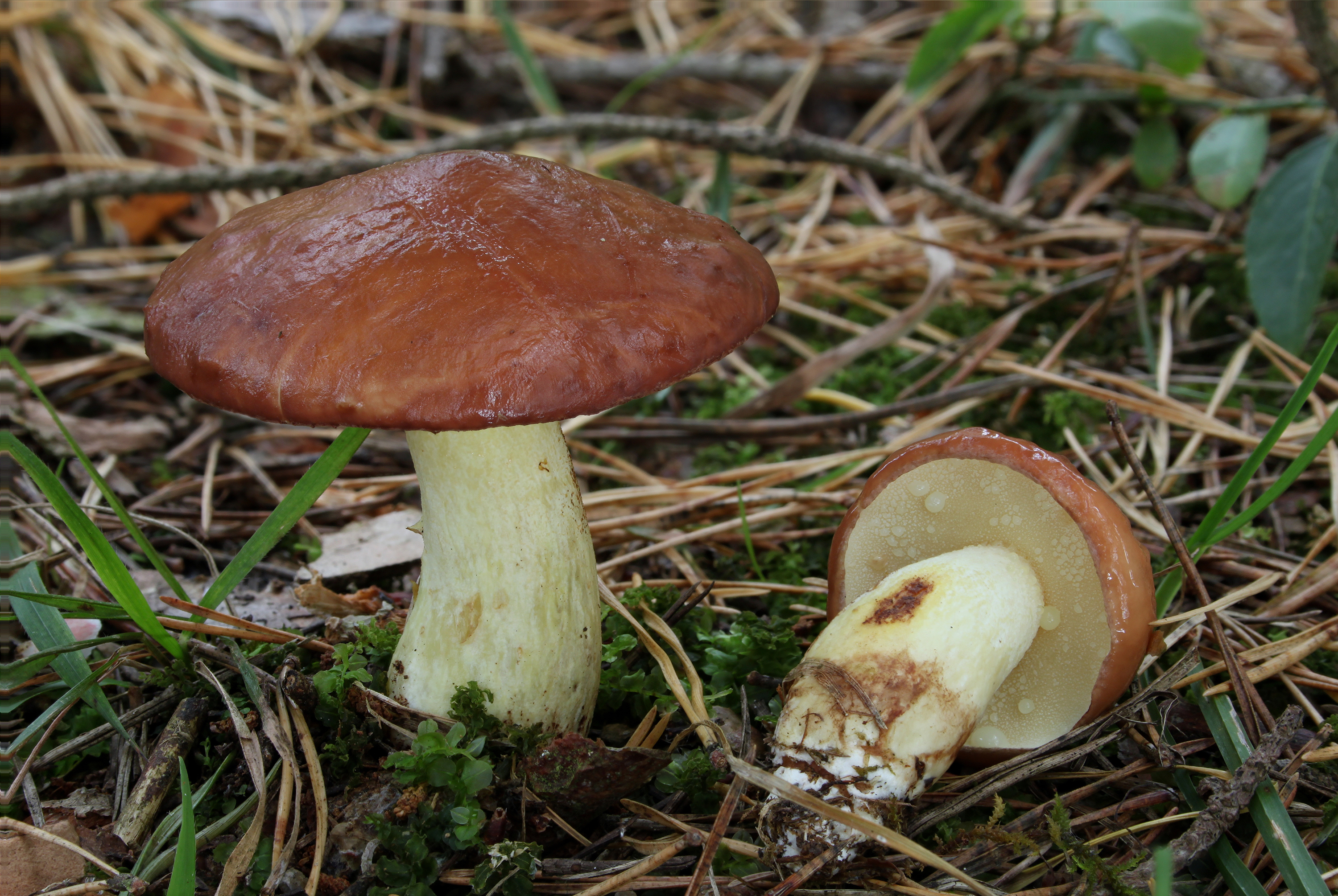
Maślak ziarnisty
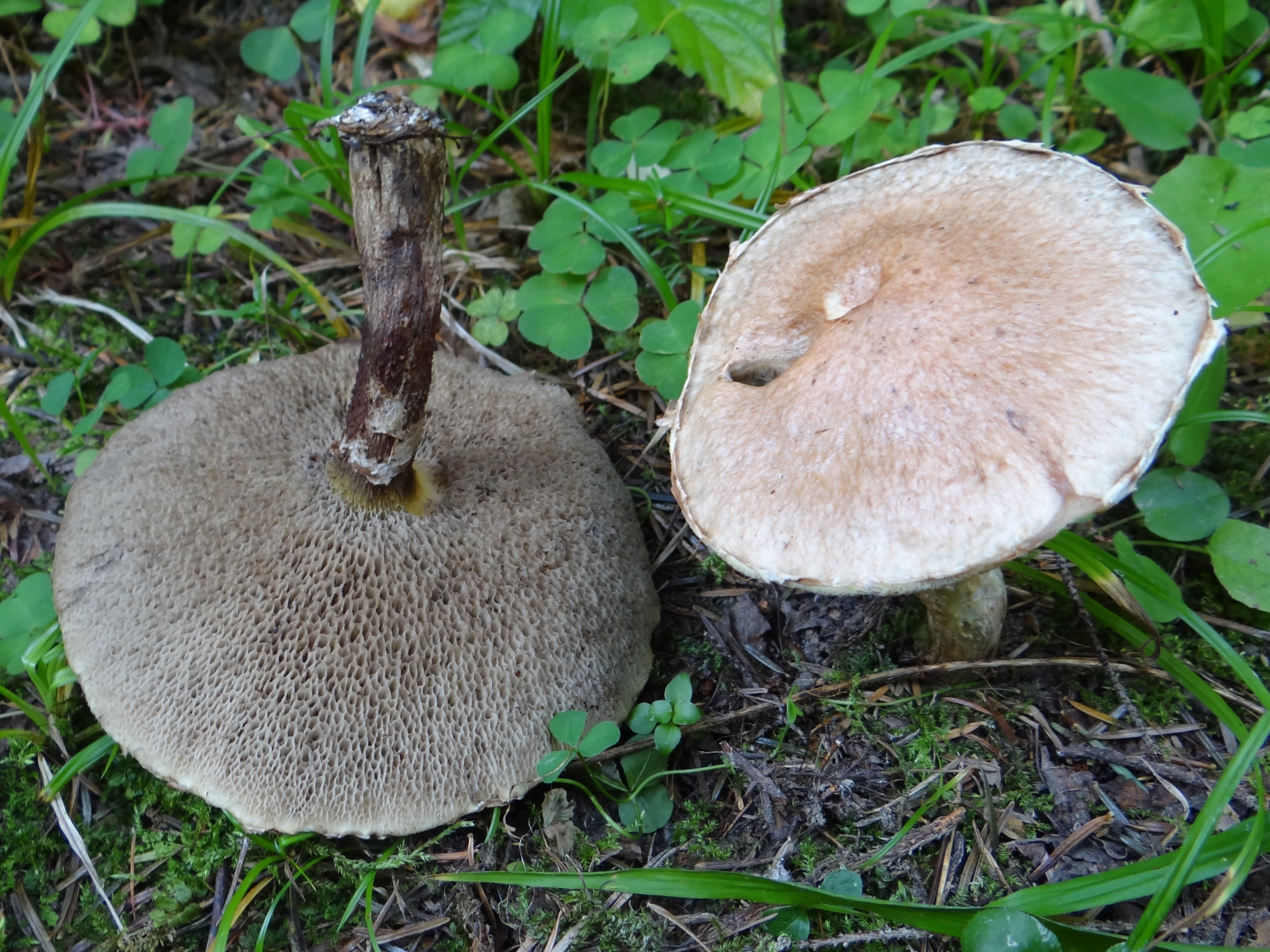
Maślak lepki
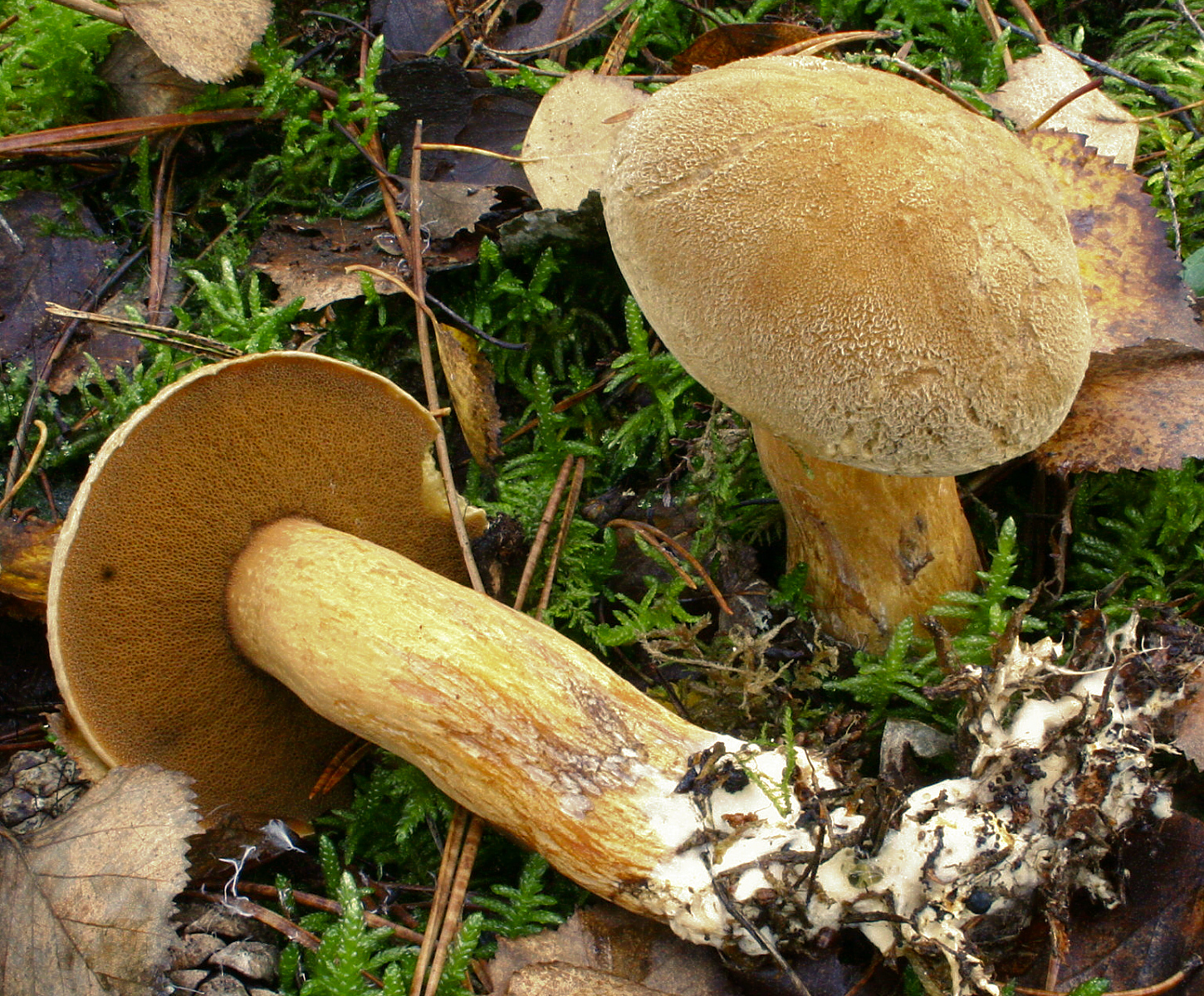
Maślak pstry

- Suillus americanus (Peck) Snell – maślak syberyjski
- Suillus bellinii (Inzenga) Watling – maślak białobrzegi
- Suillus bovinus (Pers.) Roussel – maślak sitarz
- Suillus bresadolae (Quél.) Gerhold – maślak alpejski
- Suillus cavipes (Opat.) A.H. Sm. & Thiers – maślak dęty[7][8], borowiec dęty.
- Suillus collinitus (Fr.) Kuntze – maślak rdzawobrązowy
- Suillus flavidus (Fr.) J. Presl – maślak błotny
- Suillus granulatus (L.) Roussel – maślak ziarnisty
- Suillus grevillei (Klotzsch) Singer – maślak żółty
- Suillus lakei (Murrill) A.H. Sm. & Thiers – maślak daglezjowy[9]
- Suillus luteus (L.) Roussel – maślak zwyczajny
- Suillus mediterraneensis (Jacquet. & J. Blum) Redeuilh 1992– maślak śródziemnomorski
- Suillus placidus (Bonord.) Singer – maślak wejmutkowy
- Suillus plorans (Rolland) Kuntze – maślak limbowy
- Suillus spraguei (Berk. & M.A. Curtis) Kuntze 1898 – maślak czerwonożółty
- Suillus tridentinus (Bres.) Singer – maślak trydencki
- Suillus variegatus (Sw.) Kuntze – maślak pstry
- Suillus viscidus (L.) Roussel – maślak lepki[10]

Niektóre inne
- Suillus brevipes (Peck) Kuntze

Nazwy naukowe na podstawie Index Fungorume. Wykaz gatunków i nazwy polskie według Władysława Wojewody i rekomendacji Komisji ds. Polskiego Nazewnictwa Grzybów przy Polskim Towarzystwie Mykologicznym..